# ميغومي
ميغومي (باليابانية: MEGUMI) هي مغنية وتارينتو وممثلة يابانية، ولدت في 25 سبتمبر 1981 في كوراشيكي في اليابان. من الجوائز التي نالتها Blue Ribbon Award for Best Supporting Actress ‏ سنة 2020.

## جوائز
- Blue Ribbon Award for Best Supporting Actress [الإنجليزية]‏ (2020)